# The Falling Man
The Falling Man és el títol d'una de les 12 fotografies preses per Richard Drew mentre succeïen els atemptats de l'11 de setembre del 2001 a les Torres Bessones de Nova York, als Estats Units.
La fotografia va ser presa a les 9:41:15 (hora local) del matí. A la imatge es pot veure un home, caient al buit, verticalment, amb una cama flexionada i cap per avall.
El 16 de març de 2006, la cadena televisiva anglesa Channel 4 va emetre un documental sobre l'11-S, titulat: 11/9: The Falling Man. Segons la hipòtesi creada a partir de l'estudi, s'ha deduït que l'home caient era Jonathan Briley, un enginyer de so que treballava al Windows On The World, el restaurant de luxe que hi havia als últims pisos de la Torre Nord.
Richard Drew va comentar que No vaig captar la mort d'una persona, sinó una part de la seua vida. Ell va decidir saltar, i crec que és important preservar-ho.